# Singly na prvním místě v roce 1958 (USA)
#1 příčky americké hitparády Hot 100 za rok 1958 podle časopisu Billboard.
Před vznikem Hot 100 Billboard publikoval několik hitparád každý týden. V roce 1958 byly vyprodukovány:
- Best Sellers in Stores
- Most Played by Jockeys
- Top 100 - předchůdce Hot 100. Jako první hitparáda, která kombinovala výnosy singl obchodů a počet přehrátých desek v rádiu.

| Období       | Best Sellers in Stores                                   | Most Played by Jockeys                                | Top 100                                     |
| 6. leden     | "At the Hop" Danny & the Juniors                         | "April Love" Pat Boone                                | "At the Hop" Danny & the Juniors            |
| 13. leden    | "At the Hop" Danny & the Juniors                         | "April Love" Pat Boone                                | "At the Hop" Danny & the Juniors            |
| 20. leden    | "At the Hop" Danny & the Juniors                         | "April Love" Pat Boone                                | "At the Hop" Danny & the Juniors            |
| 27. leden    | "At the Hop" Danny & the Juniors                         | "At the Hop" Danny & the Juniors                      | "At the Hop" Danny & the Juniors            |
| 3. únor      | "At the Hop" Danny & the Juniors                         | "At the Hop" Danny & the Juniors                      | "At the Hop" Danny & the Juniors            |
| 10. únor     | "Don't"/ I Beg of You" Elvis Presley                     | "At the Hop" Danny & the Juniors                      | "At the Hop" Danny & the Juniors            |
| 17. únor     | "Don't"/ "I Beg of You" Elvis Presley                    | "Sugartime" McGuire Sisters                           | "At the Hop" Danny & the Juniors            |
| 24. únor     | "Don't"/ "I Beg of You" Elvis Presley                    | "Sugartime" McGuire Sisters                           | "Get a Job" The Silhouettes                 |
| 3. března    | "Don't"/ "I Beg of You" Elvis Presley                    | "Sugartime" McGuire Sisters                           | "Get a Job" The Silhouettes                 |
| 10. března   | "Don't"/ "I Beg of You" Elvis Presley                    | "Sugartime" McGuire Sisters                           | "Don't" Elvis Presley                       |
| 17. března   | "Tequila" The Champs                                     | "Don't" Elvis Presley                                 | "Tequila" The Champs                        |
| 24. března   | "Tequila" The Champs                                     | "Catch a Falling Star" Perry Como                     | "Tequila" The Champs                        |
| 31. března   | "Tequila" The Champs                                     | "Tequila" The Champs                                  | "Tequila" The Champs                        |
| 7. dubna     | "Tequila" The Champs                                     | "Tequila" The Champs                                  | "Tequila" The Champs                        |
| 14. dubna    | "Tequila" The Champs                                     | "He's Got the Whole World in His Hands" Laurie London | "Tequila" The Champs                        |
| 21. dubna    | "Twilight Time" The Platters                             | "He's Got the Whole World in His Hands" Laurie London | "Twilight Time" The Platters                |
| 28. dubna    | "Witch Doctor" David Seville                             | "He's Got the Whole World in His Hands" Laurie London | "Witch Doctor" David Seville                |
| 5. května    | "Witch Doctor" David Seville                             | "He's Got the Whole World in His Hands" Laurie London | "Witch Doctor" David Seville                |
| 12. května   | "All I Have to Do Is Dream"/ "Claudette" Everly Brothers | "Twilight Time" The Platters                          | "Witch Doctor" David Seville                |
| 19. května   | "All I Have To Do Is Dream"/ "Claudette" Everly Brothers | "All I Have To Do Is Dream" Everly Brothers           | "All I Have To Do Is Dream" Everly Brothers |
| 26. května   | "All I Have To Do Is Dream"/ "Claudette" Everly Brothers | "All I Have To Do Is Dream" Everly Brothers           | "All I Have To Do Is Dream" Everly Brothers |
| 2. června    | "All I Have To Do Is Dream"/ "Claudette" Everly Brothers | "All I Have To Do Is Dream" Everly Brothers           | "All I Have To Do Is Dream" Everly Brothers |
| 9. června    | "The Purple People Eater" Sheb Wooley                    | "All I Have To Do Is Dream" Everly Brothers           | "The Purple People Eater" Sheb Wooley       |
| 16. června   | "The Purple People Eater" Sheb Wooley                    | "All I Have To Do Is Dream" Everly Brothers           | "The Purple People Eater" Sheb Wooley       |
| 23. června   | "The Purple People Eater" Sheb Wooley                    | "The Purple People Eater" Sheb Wooley                 | "The Purple People Eater" Sheb Wooley       |
| 30. června   | "The Purple People Eater" Sheb Wooley                    | "The Purple People Eater" Sheb Wooley                 | "The Purple People Eater" Sheb Wooley       |
| 7. července  | "The Purple People Eater" Sheb Wooley                    | "The Purple People Eater" Sheb Wooley                 | "The Purple People Eater" Sheb Wooley       |
| 14. července | "The Purple People Eater" Sheb Wooley                    | "The Purple People Eater" Sheb Wooley                 | "The Purple People Eater" Sheb Wooley       |
| 21. července | "Hard Headed Woman"/ "Don't Ask Me Why" Elvis Presley    | "Hard Headed Woman" Elvis Presley                     | "Yakety Yak" The Coasters                   |
| 28. července | "Hard Headed Woman"/ "Don't Ask Me Why" Elvis Presley    | "Patricia" Perez Prado                                | "Patricia" Perez Prado                      |

## Hot 100
| Období        | Píseň                                         | Umělec(i)                        | Reference |
| ------------- | --------------------------------------------- | -------------------------------- | --------- |
| 4. srpna      | "Poor Little Fool"                            | Ricky Nelson                     | [ 1 ]     |
| 11. srpna     | "Poor Little Fool"                            | Ricky Nelson                     |           |
| 18. srpna     | "Volare (Nel blu dipinto di blu)"             | Domenico Modugno                 | [ 2 ]     |
| 25. srpna     | "Little Star"                                 | The Elegants                     | [ 3 ]     |
| 1. září       | "Volare (Nel blu dipinto di blu)"             | Domenico Modugno                 | [ 2 ]     |
| 8. září       | "Volare (Nel blu dipinto di blu)"             | Domenico Modugno                 |           |
| 15. září      | "Volare (Nel blu dipinto di blu)"             | Domenico Modugno                 |           |
| 22. září      | "Volare (Nel blu dipinto di blu)"             | Domenico Modugno                 |           |
| 29. září      | "It's All in the Game"                        | Tommy Edwards                    | [ 4 ]     |
| 6. října      | "It's All in the Game"                        | Tommy Edwards                    |           |
| 13. října     | "It's All in the Game"                        | Tommy Edwards                    |           |
| 20. října     | "It's All in the Game"                        | Tommy Edwards                    |           |
| 27. října     | "It's All in the Game"                        | Tommy Edwards                    |           |
| 3. listopadu  | "It's All in the Game"                        | Tommy Edwards                    |           |
| 10. listopadu | "It's Only Make Believe"                      | Conway Twitty                    | [ 5 ]     |
| 17. listopadu | "Tom Dooley"                                  | The Kingston Trio                | [ 6 ]     |
| 24. listopadu | "It's Only Make Believe"                      | Conway Twitty                    | [ 5 ]     |
| 1. prosince   | "To Know Him Is to Love Him"                  | The Teddy Bears                  | [ 7 ]     |
| 8. prosince   | "To Know Him Is to Love Him"                  | The Teddy Bears                  |           |
| 15. prosince  | "To Know Him Is to Love Him"                  | The Teddy Bears                  |           |
| 22. prosince  | "The Chipmunk Song (Christmas Don't Be Late)" | The Chipmunks with David Seville | [ 8 ]     |
| 29. prosince  | "The Chipmunk Song (Christmas Don't Be Late)" | The Chipmunks with David Seville |           |